# La Mort en direct
La Mort en direct (Death Watch) és una pel·lícula de ciència-ficció del 1980 dirigida per Bertrand Tavernier. Està basada en la novel·la The Unsleeping Eye de David G. Compton, també coneguda com The Continuous Katherine Mortenhoe. Fou seleccionada al 30è Festival Internacional de Cinema de Berlín. La pel·lícula va tenir 1,013,842 espectadors a França i fou la 35na pel·lícula més vista de l'any. Fou rodada a Escòcia i dedicada a Jacques Tourneur.

## Argument
En un futur proper, on la ciència ha aconseguit superar les malalties més greus, Katherine Mortenhoe, escriptora d'èxit, s'assabenta que pateix una malaltia incurable i que només li queden poques setmanes de vida. Ha contactat amb un canal de televisió que vol filmar-la per emetre La Mort en directe. Rebutjant l'oferta, serà rodada sense el seu coneixement pel camera Roddy gràcies a una micro-càmera implantada als seus ulls.
Per al director Bertrand Tavernier, la pel·lícula denuncia la "dictadura del voyeurisme"; Roddy és "l'home de la càmera, el super-voyeur, l'idealista pervertit que va vendre els ulls al diable", notes premonitòries sobre els futurs programes de telerealitat o la intrusió en l'àmbit privat del fenomen d'Internet.

## Repartiment
- Romy Schneider – Katherine Mortenhoe
- Harvey Keitel – Roddy
- Harry Dean Stanton – Vincent Ferriman
- Thérèse Liotard – Tracey
- Max von Sydow – Gerald Mortenhoe
- Caroline Langrishe – Noia al bar
- William Russell – Dr. Mason
- Vadim Glowna – Harry Graves
- Bernhard Wicki – Pare de Katherine
- Robbie Coltrane – Conductor de limusina

## Nominacions i premis
- 1980: Nominació a l'Os d'Or al Festival de Berlín
- 1981: Nominacions als Premis César a la millor fotografia, a la millor muntatge, a la millor música original, millor so i millor guió original o adaptació.